# Cimola opalina
Cimola opalina är en fjärilsart som beskrevs av Walker 1855. Cimola opalina ingår i släktet Cimola och familjen tofsspinnare. Inga underarter finns listade i Catalogue of Life.